# Ford-Vairogs

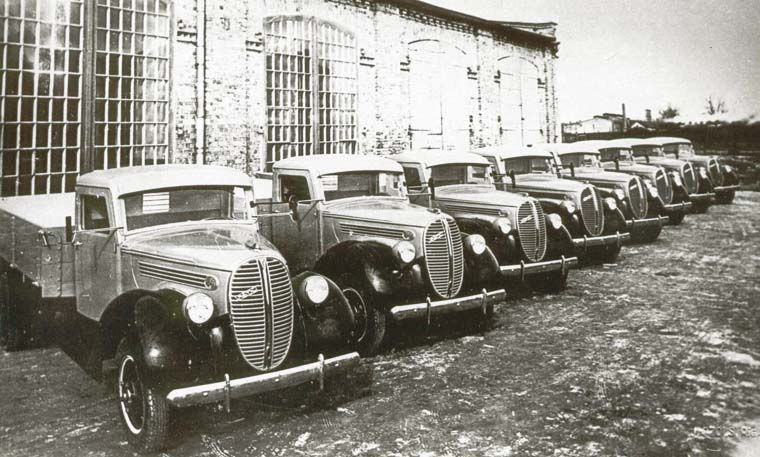
Ford-Vairogs utanför fabriken på Brīvības gatvē 14 i Riga på 1930-talet

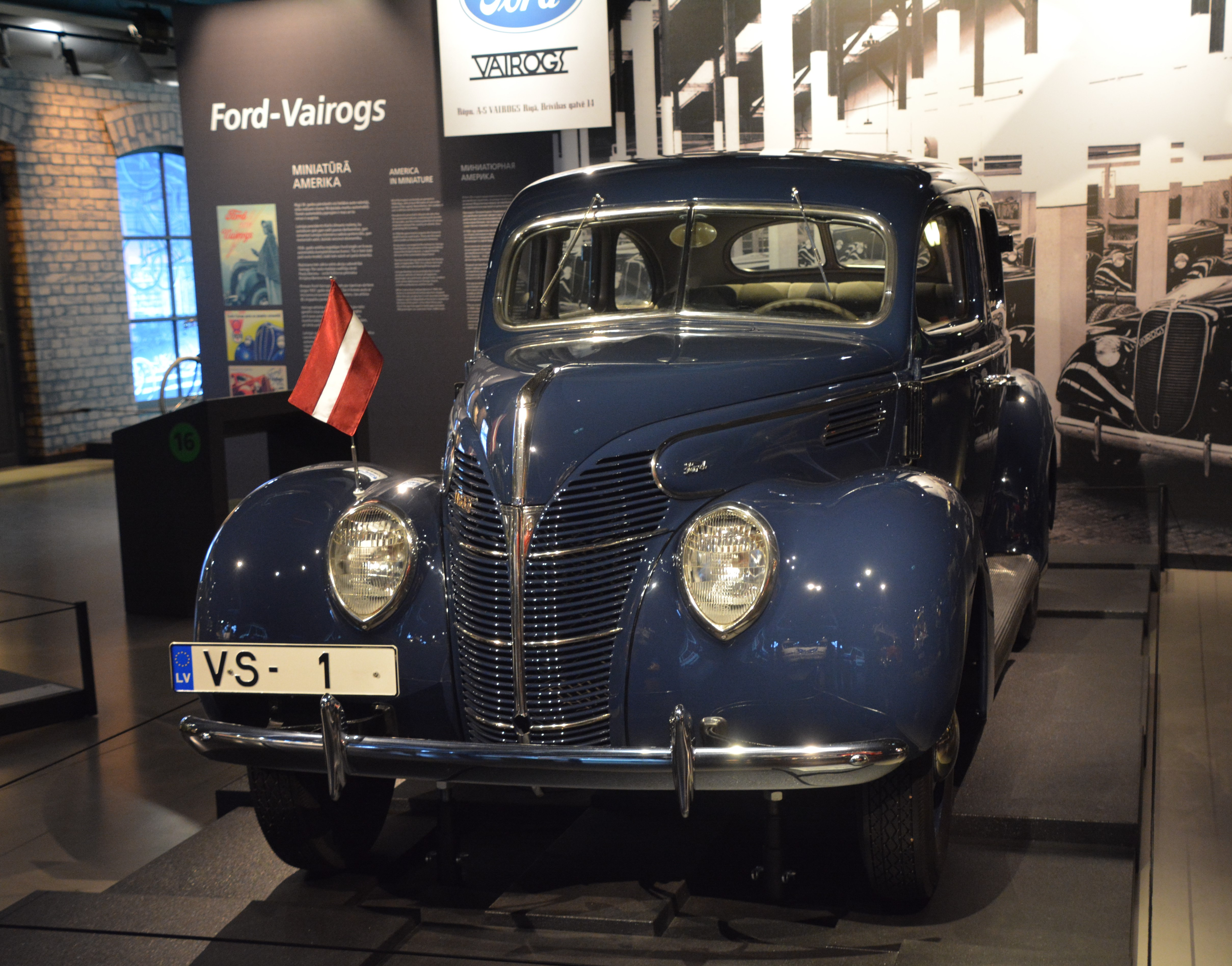
Ford-Vairogs Standard V8, 1939 års modell, på Rigas motormuseum

Ford-Vairogs ("Vairogs" betyder "Sköld") (tidigare kallat "Fenikss") var en bilfabrik i Riga som licensbyggde fordbilar mellan september 1937 och 1940, varefter fabriken exproprierades av Sovjetunionen. Förutom bilar som byggdes åt militären byggde Ford-Vairogs 200 bussar, 1000 lastbilar och 332 personbilar.
Regeringen anskaffade en licens från Ford 1936. Produktionen sköttes av företaget Vairogs.
Chef för produktionen var Pauls Barons. Det första tillverkade fordonet var en tre-tons lastbil med en V8-motor på 85 hästkrafter, som levererades i september 1937. 
Efter andra världskriget återupptogs inte produktionen. Rigas järnvägsvagnsfabrik (Rīgas Vagonbūves Rūpnīca) byggdes i stället upp med den tidigare bilfabriken som bas.

## Modeller
- Ford-Vairogs V8 Standard, kopia av en 1939 års amerikanska Ford-V8 92A
- Ford-Vairogs V8 De Luxe, kopia av en 1939 års amerikanska Ford-V8 91A
- Ford-Vairogs Taunus, kopia av 1939 års tyska Ford Taunus
- Ford-Vairogs Junior, 1937 år brittiska Ford 10 Prefect. Gjordes även i en militärversion.